# Герпетиформный дерматит Дюринга
Герпетиформный дерматит Дюринга — воспалительное заболевание кожи, ассоциированное с глютеновой энтеропатией и характеризующееся полиморфными зудящими высыпаниями, хроническим рецидивирующим течением, гранулярным отложением IgA в сосочках дермы.

## Эпидемиология
В некоторых странах Европы герпетиформный дерматит Дюринга (ГД) встречается с частотой 1:100 000 населения, в то время как среди различных дерматозов она составляет 1,4 %. По официальным данным, в 2014 году распространенность ГД в Российской Федерации составила 2,0 случаев на 100 тысяч населения в возрасте 18 лет и старше, заболеваемость – 0,8 случаев на 100 тысяч населения в возрасте 18 лет и старше. Примерное соотношение заболевания мужчин и женщин варьируется от 1,1:1 до 1,9:1.

## Этиология и патогенез
В настоящий момент точные этиология и патогенез не ясны. Герпетиформный дерматит Дюринга является полиэтиологическим заболеванием. Однако, почти все больные ГД страдают глютеновой энтеропатией.  Можно выделить несколько факторов провоцирующих начало данного заболевания:
- прием йодсодержащих препаратов, рыбы или морепродуктов;
- чрезмерные инсоляции;
- частые вирусные заболевания;
- возможна связь с менструальным циклом или беременностью;

Герпетиформный дерматит Дюринга может носить паранеопластический характер, то есть являться маркером онкологического процесса внутренних органов у больного.

## Клиническая картина
Заболевание часто начинается с субъективных ощущений: мучительного зуда, жжения, покалывания. Через 8–12 ч после возникновения субъективных ощущений развиваются кожные проявления, которые носят полиморфный характер. Преимущественно высыпания локализуются на разгибательных поверхностях конечностей, волосистой части головы, плечах, коленях, локтях, крестце, ягодицах и всегда сопровождаются зудом. Сыпь представлена пятнами, волдырями, папулами и пузырями различной величины. Пузыри напряженные, с плотной покрышкой. Они могут появляться и на видимо неизмененной коже; мелкие, диаметром до 2–3 мм, с напряженной плотной покрышкой, прозрачным содержимым. Со временем содержимое пузырьков мутнеет, при присоединении вторичной инфекции становится гнойным. Пузыри вскрываются, образуя эрозии, которые быстро эпителизируются, оставляя гиперпигментацию. Иногда поражение кожи носит локализованный характер. Слизистые оболочки рта не поражаются.

## Диагностика
В общем анализе крови, как правило, наблюдается повышенное содержание эозинофилов. В результате глютеновой энтропатии может развиться анемия, связанная с недостатком железа или фолиевой кислоты. Рекомендуется проводить: 
- Исследование биоптата кожи методом прямой иммунофлюоресценции, которое позволяет выявить зернистые отложения Ig A в сосочковом слое дермы;
- Цитологическое исследование пузырной жидкости;
- Гистологическое исследование биоптата кожи;
- Исследование сыворотки крови (метод ИФА).

Инструментальная диагностика не требуется. Рекомендуется консультация гастроэнролога для обнаружения глютеновой энтеропатии, провоцирующей у некоторых пациентов стеаторею. 

## Лечение
Лечение стоит начать с безглютеновой диеты, которая устранит энтеропатию. Параллельно начинают лечение сульфонами (дапсон 1 мг на кг массы тела в течение 1-2 лет). Также назначаются антигистаминные и системные и местные глюкокортикостероиды .

## Прогноз и профилактика
Необходимо соблюдение безглютеновой диеты. Следует также воздерживаться от крахмалсодержащих продуктов. Исключают из рациона продукты, в состав которых входит йод.
Заболевание имеет доброкачественное хроническое течение.